# Мешково (Покровское сельское поселение)
В Рыбинском районе есть ещё одна деревня с таким названием, в Судоверфском сельском поселении.
Мешково – деревня на территории Николо-Кормской сельской администрации Покровского сельского поселения Рыбинского района Ярославской области . 
Деревня расположена на расстоянии около 1 км к юго-западу от посёлка Великий Мох, на расстоянии около 6 км от автомобильной дороги Р104 на участке Углич-Рыбинск, на восток от расположенного на дороге села Никольское. Дорога к деревне идёт на юго-восток от северо-восточной окраины села Никольского, по правому берегу реки Корма, проходит мимо деревни Григорково, пересекает приток Кормы Крюковку и далее следует по левому берегу Крюковки через Липки на Мешково. От Мешково через Выездкино дорога выходит на Великий Мох. Отсутствие транспортного сообщения с этим посёлком представляет серьёзную проблему, планируется строительство новой дороги на Великий Мох через Мешково и Липки. Это позволяет частично использовать уже существующие на этом направлении участки дорог .
На плане Генерального межевания Рыбинского уезда 1792 года указана как деревня Мишкова. 
На 1 января 2007 года в деревне проживало 1 человек. . По почтовым данным в деревне 16 домов . 
Транспортная связь по дороге Р-104, автобус связывает деревню с Рыбинском, Мышкиным и Угличем. Администрация сельского поселения и центр врача общей практики находится в посёлке Искра Октября, почтовое отделение в селе Покров  (оба по дороге в сторону Рыбинска).